# بوردکی
بوردکی (به لاتین: Burdeki) یک منطقهٔ مسکونی در روسیه است که در داغستان واقع شده‌است.